# Tetrastemma peltatum
Tetrastemma peltatum är en djurart som tillhör fylumet slemmaskar, och som beskrevs av Heinrich Bürger 1895. Tetrastemma peltatum ingår i släktet Tetrastemma och familjen Tetrastemmatidae. Inga underarter finns listade i Catalogue of Life.